# Europese kampioenschappen beachvolleybal 2015 (mannen)
Het mannentoernooi van de Europese kampioenschappen beachvolleybal 2015 in Klagenfurt vond plaats van 29 juli tot en met 2 augustus. De Letten Aleksandrs Samoilovs en Jānis Šmēdiņš wonnen de titel door het Italiaanse tweetal Alex Ranghieri en Adrian Carambula in de finale te verslaan. De wedstrijd om het brons was een Nederlandse aangelegenheid en werd door Reinder Nummerdor en Christiaan Varenhorst gewonnen van Alexander Brouwer en Robert Meeuwsen.

## Groepsfase
|  | Direct naar laatste 16 |
|  | Naar tussenronde       |

### Groep A
| # | Ploeg                  | Punten | Wedstrijden | Wedstrijden | Spelpunten | Spelpunten | Spelpunten | Sets | Sets | Sets  |
| # | Ploeg                  | Punten | W           | V           | W          | V          | Ratio      | W    | V    | Ratio |
| - | ---------------------- | ------ | ----------- | ----------- | ---------- | ---------- | ---------- | ---- | ---- | ----- |
| 1 | Nummerdor / Varenhorst | 6      | 3           | 0           | 161        | 128        | 1,258      | 6    | 3    | 2,000 |
| 2 | Gabathuler / Gerson    | 5      | 2           | 1           | 154        | 164        | 0,939      | 5    | 4    | 1,250 |
| 3 | Kubala / Hadrava       | 4      | 1           | 2           | 151        | 162        | 0,932      | 4    | 5    | 0,800 |
| 4 | Göğtepe / Giginoğlu    | 3      | 0           | 3           | 146        | 158        | 0,924      | 3    | 6    | 0,500 |

| Datum   |                        | Score |                     | Set 1   | Set 2   | Set 3   |
| ------- | ---------------------- | ----- | ------------------- | ------- | ------- | ------- |
| 29 juli | Nummerdor / Varenhorst | 2 – 1 | Kubala / Hadrava    | 19 – 21 | 21 – 14 | 15 – 9  |
| 29 juli | Gabathuler / Gerson    | 2 – 1 | Göğtepe / Giginoğlu | 18 – 21 | 21 – 19 | 16 – 14 |
| 30 juli | Nummerdor / Varenhorst | 2 – 1 | Göğtepe / Giginoğlu | 21 – 15 | 18 – 21 | 15 – 9  |
| 30 juli | Gabathuler / Gerson    | 2 – 1 | Kubala / Hadrava    | 20 – 22 | 21 – 19 | 19 – 17 |
| 31 juli | Nummerdor / Varenhorst | 2 – 1 | Gabathuler / Gerson | 21 – 12 | 16 – 21 | 15 – 6  |
| 31 juli | Göğtepe / Giginoğlu    | 1 – 2 | Kubala / Hadrava    | 13 – 21 | 21 – 13 | 13 – 15 |

### Groep B
| # | Ploeg                 | Punten | Wedstrijden | Wedstrijden | Spelpunten | Spelpunten | Spelpunten | Sets | Sets | Sets  |
| # | Ploeg                 | Punten | W           | V           | W          | V          | Ratio      | W    | V    | Ratio |
| - | --------------------- | ------ | ----------- | ----------- | ---------- | ---------- | ---------- | ---- | ---- | ----- |
| 1 | Samoilovs / Šmēdiņš   | 6      | 3           | 0           | 126        | 104        | 1,212      | 6    | 0    | MAX   |
| 2 | Ranghieri / Carambula | 5      | 2           | 1           | 129        | 116        | 1,112      | 4    | 3    | 1,333 |
| 3 | Huber / Seidl         | 4      | 1           | 2           | 123        | 129        | 0,953      | 3    | 4    | 0,750 |
| 4 | Marco / García        | 3      | 0           | 3           | 97         | 126        | 0,770      | 0    | 6    | 0,000 |

| Datum   |                       | Score |                       | Set 1   | Set 2   | Set 3   |
| ------- | --------------------- | ----- | --------------------- | ------- | ------- | ------- |
| 29 juli | Samoilovs / Šmēdiņš   | 2 – 0 | Huber / Seidl         | 21 – 17 | 21 – 19 |         |
| 29 juli | Ranghieri / Carambula | 2 – 0 | Marco / García        | 21 – 12 | 21 – 17 |         |
| 30 juli | Samoilovs / Šmēdiņš   | 2 – 0 | Marco / García        | 21 – 19 | 21 – 14 |         |
| 30 juli | Ranghieri / Carambula | 2 – 1 | Huber / Seidl         | 16 – 21 | 21 – 14 | 15 – 10 |
| 31 juli | Samoilovs / Šmēdiņš   | 2 – 0 | Ranghieri / Carambula | 21 – 17 | 21 – 18 |         |
| 31 juli | Marco / García        | 0 – 2 | Huber / Seidl         | 18 – 21 | 17 – 21 |         |

### Groep C
| # | Ploeg                | Punten | Wedstrijden | Wedstrijden | Spelpunten | Spelpunten | Spelpunten | Sets | Sets | Sets  |
| # | Ploeg                | Punten | W           | V           | W          | V          | Ratio      | W    | V    | Ratio |
| - | -------------------- | ------ | ----------- | ----------- | ---------- | ---------- | ---------- | ---- | ---- | ----- |
| 1 | Brouwer / Meeuwsen   | 5      | 2           | 1           | 139        | 116        | 1,198      | 5    | 2    | 2,500 |
| 2 | Flüggen / Böckermann | 5      | 2           | 1           | 129        | 134        | 0,963      | 4    | 3    | 1,333 |
| 3 | Ingrosso / Ingrosso  | 5      | 2           | 1           | 124        | 126        | 0,984      | 4    | 3    | 1,333 |
| 4 | Eglseer / Müllner    | 3      | 0           | 3           | 130        | 146        | 0,890      | 1    | 6    | 0,167 |

| Datum   |                      | Score |                      | Set 1   | Set 2   | Set 3   |
| ------- | -------------------- | ----- | -------------------- | ------- | ------- | ------- |
| 29 juli | Brouwer / Meeuwsen   | 2 – 0 | Eglseer / Müllner    | 23 – 21 | 23 – 21 |         |
| 29 juli | Ingrosso / Ingrosso  | 2 – 0 | Flüggen / Böckermann | 21 – 18 | 21 – 19 |         |
| 30 juli | Brouwer / Meeuwsen   | 1 – 2 | Flüggen / Böckermann | 17 – 21 | 21 – 10 | 13 – 15 |
| 30 juli | Ingrosso / Ingrosso  | 2 – 1 | Eglseer / Müllner    | 21 – 14 | 18 – 21 | 15 – 12 |
| 31 juli | Brouwer / Meeuwsen   | 2 – 0 | Ingrosso / Ingrosso  | 21 – 12 | 21 – 16 |         |
| 31 juli | Flüggen / Böckermann | 2 – 0 | Eglseer / Müllner    | 21 – 18 | 25 – 23 |         |

### Groep D
| # | Ploeg                    | Punten | Wedstrijden | Wedstrijden | Spelpunten | Spelpunten | Spelpunten | Sets | Sets | Sets  |
| # | Ploeg                    | Punten | W           | V           | W          | V          | Ratio      | W    | V    | Ratio |
| - | ------------------------ | ------ | ----------- | ----------- | ---------- | ---------- | ---------- | ---- | ---- | ----- |
| 1 | Doppler / Horst          | 6      | 3           | 0           | 127        | 92         | 1,380      | 6    | 0    | MAX   |
| 2 | Kądzioła / Szałankiewicz | 4      | 1           | 2           | 145        | 150        | 0,967      | 3    | 5    | 0,600 |
| 3 | Caminati / Rossi         | 4      | 1           | 2           | 150        | 158        | 0,949      | 3    | 5    | 0,600 |
| 4 | Kavalenka / Dziadkoöe    | 4      | 1           | 2           | 137        | 159        | 0,862      | 3    | 5    | 0,600 |

| Datum   |                          | Score |                          | Set 1   | Set 2   | Set 3   |
| ------- | ------------------------ | ----- | ------------------------ | ------- | ------- | ------- |
| 29 juli | Doppler / Horst          | 2 – 0 | Kavalenka / Dziadkoöe    | 21 – 14 | 21 – 13 |         |
| 29 juli | Kądzioła / Szałankiewicz | 1 – 2 | Caminati / Rossi         | 21 – 18 | 21 – 23 | 14 – 16 |
| 30 juli | Doppler / Horst          | 2 – 0 | Caminati / Rossi         | 22 – 20 | 21 – 17 |         |
| 30 juli | Kądzioła / Szałankiewicz | 2 – 1 | Kavalenka / Dziadkoöe    | 24 – 22 | 22 – 24 | 15 – 5  |
| 31 juli | Doppler / Horst          | 2 – 0 | Kądzioła / Szałankiewicz | 21 – 10 | 21 – 18 |         |
| 31 juli | Caminati / Rossi         | 1 – 2 | Kavalenka / Dziadkoöe    | 22 – 20 | 22 – 24 | 12 – 15 |

### Groep E
| # | Ploeg                  | Punten | Wedstrijden | Wedstrijden | Spelpunten | Spelpunten | Spelpunten | Sets | Sets | Sets  |
| # | Ploeg                  | Punten | W           | V           | W          | V          | Ratio      | W    | V    | Ratio |
| - | ---------------------- | ------ | ----------- | ----------- | ---------- | ---------- | ---------- | ---- | ---- | ----- |
| 1 | Nicolai / Lupo         | 6      | 3           | 0           | 145        | 118        | 1,229      | 6    | 1    | 6,000 |
| 2 | Semjonov / Krasilnikov | 5      | 2           | 1           | 124        | 105        | 1,181      | 4    | 2    | 2,000 |
| 3 | Fuchs / Kaczmarek      | 4      | 1           | 2           | 105        | 121        | 0,868      | 2    | 4    | 0,500 |
| 4 | Gregory / Sheaf        | 3      | 0           | 3           | 110        | 140        | 0,786      | 1    | 6    | 0,167 |

| Datum   |                        | Score |                        | Set 1   | Set 2   | Set 3   |
| ------- | ---------------------- | ----- | ---------------------- | ------- | ------- | ------- |
| 29 juli | Nicolai / Lupo         | 2 – 1 | Gregory / Sheaf        | 19 – 21 | 21 – 13 | 15 – 11 |
| 29 juli | Semjonov / Krasilnikov | 2 – 0 | Fuchs / Kaczmarek      | 21 – 13 | 21 – 16 |         |
| 30 juli | Nicolai / Lupo         | 2 – 0 | Fuchs / Kaczmarek      | 21 – 18 | 21 – 15 |         |
| 30 juli | Semjonov / Krasilnikov | 2 – 0 | Gregory / Sheaf        | 21 – 13 | 21 – 15 |         |
| 31 juli | Nicolai / Lupo         | 2 – 0 | Semjonov / Krasilnikov | 27 – 25 | 21 – 15 |         |
| 31 juli | Fuchs / Kaczmarek      | 2 – 0 | Gregory / Sheaf        | 21 – 17 | 22 – 20 |         |

### Groep F
| # | Ploeg                  | Punten | Wedstrijden | Wedstrijden | Spelpunten | Spelpunten | Spelpunten | Sets | Sets | Sets  |
| # | Ploeg                  | Punten | W           | V           | W          | V          | Ratio      | W    | V    | Ratio |
| - | ---------------------- | ------ | ----------- | ----------- | ---------- | ---------- | ---------- | ---- | ---- | ----- |
| 1 | Kantor / Łosiak        | 5      | 2           | 1           | 136        | 114        | 1,193      | 5    | 2    | 2,500 |
| 2 | Erdmann / Wickler      | 5      | 2           | 1           | 118        | 107        | 1,103      | 4    | 2    | 2,000 |
| 3 | Kotsilianos / Zoupanis | 4      | 1           | 2           | 108        | 125        | 0,864      | 2    | 4    | 0,500 |
| 4 | Horrem / Eithun        | 4      | 1           | 2           | 124        | 140        | 0,886      | 2    | 5    | 0,400 |

| Datum   |                   | Score |                        | Set 1   | Set 2   | Set 3   |
| ------- | ----------------- | ----- | ---------------------- | ------- | ------- | ------- |
| 29 juli | Erdmann / Wickler | 2 – 0 | Kotsilianos / Zoupanis | 21 – 17 | 21 – 13 |         |
| 29 juli | Kantor / Łosiak   | 1 – 2 | Horrem / Eithun        | 21 – 12 | 18 – 21 | 13 – 15 |
| 30 juli | Erdmann / Wickler | 2 – 0 | Horrem / Eithun        | 21 – 19 | 21 – 16 |         |
| 30 juli | Kantor / Łosiak   | 2 – 0 | Kotsilianos / Zoupanis | 21 – 13 | 21 – 19 |         |
| 31 juli | Erdmann / Wickler | 0 – 2 | Kantor / Łosiak        | 18 – 21 | 16 – 21 |         |
| 31 juli | Horrem / Eithun   | 0 – 2 | Kotsilianos / Zoupanis | 23 – 25 | 18 – 21 |         |

### Groep G
| # | Ploeg               | Punten | Wedstrijden | Wedstrijden | Spelpunten | Spelpunten | Spelpunten | Sets | Sets | Sets  |
| # | Ploeg               | Punten | W           | V           | W          | V          | Ratio      | W    | V    | Ratio |
| - | ------------------- | ------ | ----------- | ----------- | ---------- | ---------- | ---------- | ---- | ---- | ----- |
| 1 | Herrera / Gavira    | 6      | 3           | 0           | 126        | 102        | 1,235      | 6    | 0    | MAX   |
| 2 | Kissling / Strasser | 4      | 1           | 2           | 111        | 116        | 0,957      | 2    | 4    | 0,500 |
| 3 | Krou / Salvetti     | 4      | 1           | 2           | 108        | 116        | 0,931      | 2    | 4    | 0,500 |
| 4 | Bryl / Kujawiak     | 4      | 1           | 2           | 108        | 119        | 0,908      | 2    | 4    | 0,500 |

| Datum   |                  | Score |                     | Set 1   | Set 2   | Set 3 |
| ------- | ---------------- | ----- | ------------------- | ------- | ------- | ----- |
| 29 juli | Herrera / Gavira | 2 – 0 | Kissling / Strasser | 21 – 17 | 21 – 17 |       |
| 29 juli | Krou / Salvetti  | 2 – 0 | Bryl / Kujawiak     | 21 – 18 | 21 – 14 |       |
| 30 juli | Herrera / Gavira | 2 – 0 | Bryl / Kujawiak     | 21 – 18 | 21 – 16 |       |
| 30 juli | Krou / Salvetti  | 0 – 2 | Kissling / Strasser | 16 – 21 | 16 – 21 |       |
| 31 juli | Herrera / Gavira | 2 – 0 | Krou / Salvetti     | 21 – 15 | 21 – 19 |       |
| 31 juli | Bryl / Kujawiak  | 2 – 0 | Kissling / Strasser | 21 – 18 | 21 – 17 |       |

### Groep H
| # | Ploeg                    | Punten | Wedstrijden | Wedstrijden | Spelpunten | Spelpunten | Spelpunten | Sets | Sets | Sets  |
| # | Ploeg                    | Punten | W           | V           | W          | V          | Ratio      | W    | V    | Ratio |
| - | ------------------------ | ------ | ----------- | ----------- | ---------- | ---------- | ---------- | ---- | ---- | ----- |
| 1 | Fijałek / Prudel         | 6      | 3           | 0           | 150        | 126        | 1,190      | 6    | 1    | 6,000 |
| 2 | Kosjkarjov / Barsoek     | 5      | 2           | 1           | 151        | 144        | 1,049      | 5    | 2    | 2,500 |
| 3 | Walkenhorst / Windscheif | 4      | 1           | 2           | 127        | 134        | 0,948      | 2    | 5    | 0,400 |
| 4 | Winter / Petutschnig     | 3      | 0           | 3           | 115        | 139        | 0,827      | 1    | 6    | 0,167 |

| Datum   |                          | Score |                      | Set 1   | Set 2   | Set 3   |
| ------- | ------------------------ | ----- | -------------------- | ------- | ------- | ------- |
| 29 juli | Walkenhorst / Windscheif | 2 – 1 | Winter / Petutschnig | 21 – 14 | 19 – 21 | 15 – 11 |
| 29 juli | Fijałek / Prudel         | 2 – 1 | Kosjkarjov / Barsoek | 27 – 25 | 24 – 26 | 15 – 12 |
| 30 juli | Walkenhorst / Windscheif | 0 – 2 | Kosjkarjov / Barsoek | 23 – 25 | 18 – 21 |         |
| 30 juli | Fijałek / Prudel         | 2 – 0 | Winter / Petutschnig | 21 – 16 | 21 – 16 |         |
| 31 juli | Walkenhorst / Windscheif | 0 – 2 | Fijałek / Prudel     | 17 – 21 | 14 – 21 |         |
| 31 juli | Kosjkarjov / Barsoek     | 2 – 0 | Winter / Petutschnig | 21 – 18 | 21 – 19 |         |

## Knockoutfase

### Tussenronde
| Datum   | Wedstrijd | Team 1                   | Score | Team 2                   | Set 1   | Set 2   | Set 3   |
| ------- | --------- | ------------------------ | ----- | ------------------------ | ------- | ------- | ------- |
| 31 juli | 1         | Kądzioła / Szałankiewicz | 2 – 0 | Ingrosso / Ingrosso      | 22 – 20 | 21 – 19 |         |
| 31 juli | 2         | Kissling / Strasser      | 0 – 2 | Fuchs / Kaczmarek        | 18 – 21 | 14 – 21 |         |
| 31 juli | 3         | Ranghieri / Carambula    | 2 – 0 | Krou / Salvetti          | 21 – 12 | 21 – 16 |         |
| 31 juli | 4         | Semjonov / Krasilnikov   | 2 – 0 | Kotsilianos / Zoupanis   | 23 – 21 | 21 – 9  |         |
| 31 juli | 5         | Kosjkarjov / Barsoek     | 1 – 2 | Kubala / Hadrava         | 21 – 17 | 18 – 21 | 12 – 15 |
| 31 juli | 6         | Gabathuler / Gerson      | 0 – 2 | Huber / Seidl            | 18 – 21 | 16 – 21 |         |
| 31 juli | 7         | Flüggen / Böckermann     | 2 – 0 | Caminati / Rossi         | 21 – 14 | 21 – 14 |         |
| 31 juli | 8         | Erdmann / Wickler        | 1 – 2 | Walkenhorst / Windscheif | 16 – 21 | 21 – 13 | 11 – 15 |

### Eindronde
| Achtste finale | Achtste finale           | Achtste finale | Achtste finale | Achtste finale |  |    | Kwartfinale         | Kwartfinale            | Kwartfinale | Kwartfinale | Kwartfinale |  |  | Halve finale | Halve finale           | Halve finale | Halve finale | Halve finale |  |              | Finale                 | Finale                | Finale       | Finale       | Finale |
|                |                          |                |                |                |  |    |                     |                        |             |             |             |  |  |              |                        |              |              |              |  |              |                        |                       |              |              |        |
| 1              | Nummerdor / Varenhorst   | 19             | 21             | 17             |  |    |                     |                        |             |             |             |  |  |              |                        |              |              |              |  |              |                        |                       |              |              |        |
| 13             | Kądzioła / Szałankiewicz | 21             | 19             | 15             |  |    | 1                   | Nummerdor / Varenhorst | 21          | 14          | 15          |  |  |              |                        |              |              |              |  |              |                        |                       |              |              |        |
| 9              | Fijałek / Prudel         | 21             | 21             |                |  | 9  | Fijałek / Prudel    | 18                     | 21          | 10          |             |  |  |              |                        |              |              |              |  |              |                        |                       |              |              |        |
| 21             | Fuchs / Kaczmarek        | 13             | 17             |                |  |    |                     |                        |             |             |             |  |  | 1            | Nummerdor / Varenhorst | 17           | 19           |              |  |              |                        |                       |              |              |        |
| 5              | Nicolai / Lupo           | 19             | 20             |                |  |    |                     |                        |             |             |             |  |  | 15           | Ranghieri / Carambula  | 21           | 21           |              |  |              |                        |                       |              |              |        |
| 15             | Ranghieri / Carambula    | 21             | 21             |                |  |    | 15                  | Ranghieri / Carambula  | 21          | 23          |             |  |  |              |                        |              |              |              |  |              |                        |                       |              |              |        |
| 4              | Doppler / Horst          | 21             | 21             |                |  | 4  | Doppler / Horst     | 17                     | 21          |             |             |  |  |              |                        |              |              |              |  |              |                        |                       |              |              |        |
| 12             | Semjonov / Krasilnikov   | 19             | 19             |                |  |    |                     |                        |             |             |             |  |  |              |                        |              |              |              |  |              | 15                     | Ranghieri / Carambula | 18           | 18           |        |
| 3              | Brouwer / Meeuwsen       | 17             | 21             | 15             |  |    |                     |                        |             |             |             |  |  |              |                        |              |              |              |  |              | 2                      | Samoilovs / Šmēdiņš   | 21           | 21           |        |
| 32             | Kubala / Hadrava         | 21             | 19             | 7              |  |    | 3                   | Brouwer / Meeuwsen     | 21          | 24          |             |  |  |              |                        |              |              |              |  |              |                        |                       |              |              |        |
| 11             | Kantor / Łosiak          | 21             | 21             |                |  | 11 | Kantor / Łosiak     | 19                     | 22          |             |             |  |  |              |                        |              |              |              |  |              |                        |                       |              |              |        |
| 31             | Huber / Seidl            | 14             | 19             |                |  |    |                     |                        |             |             |             |  |  | 3            | Brouwer / Meeuwsen     | 18           | 19           |              |  |              |                        |                       |              |              |        |
| 7              | Herrera / Gavira         | 22             | 21             |                |  |    |                     |                        |             |             |             |  |  | 2            | Samoilovs / Šmēdiņš    | 21           | 21           |              |  |              |                        |                       |              |              |        |
| 19             | Flüggen / Böckermann     | 20             | 15             |                |  |    | 7                   | Herrera / Gavira       | 18          | 22          |             |  |  |              |                        |              |              |              |  | Troostfinale | Troostfinale           | Troostfinale          | Troostfinale | Troostfinale |        |
| 2              | Samoilovs / Šmēdiņš      | 21             | 20             | 15             |  | 2  | Samoilovs / Šmēdiņš | 21                     | 24          |             |             |  |  |              |                        |              |              |              |  | 1            | Nummerdor / Varenhorst | 21                    | 21           |              |        |
| 8              | Walkenhorst / Windscheif | 17             | 22             | 12             |  |    |                     |                        |             |             |             |  |  |              |                        |              |              |              |  |              | 3                      | Brouwer / Meeuwsen    | 18           | 16           |        |